# Hypoderma diana
Hypoderma diana – owad z rodziny gzowatych. Jego larwy są pasożytami jeleniowatych.